# Chrysogorgia fewkesii
Chrysogorgia fewkesii is een zachte koralensoort uit de familie van de Chrysogorgiidae. De wetenschappelijke naam van de soort is voor het eerst geldig gepubliceerd in 1883 door Verrill.